# Polihisztor
A polihisztor kifejezés alapvetően olyan tudóst jelöl, aki többféle tudományágat kutat és önmaga is kiemelkedő új felfedezésekkel, felismerésekkel gazdagítja az emberiség tudományos ismereteit. Manapság azokat a sokrétű műveltséggel rendelkező embereket is polihisztornak nevezzük, akik különböző tudományos illetve kulturális területeken rendelkeznek kiemelkedő műveltséggel.
Tudományos értelemben úttörő polihisztorok főleg az ókorban, az iszlám aranykorában és a reneszánsz idején éltek és alkottak, mivel ezekben a korokban kaptak rendkívüli figyelmet a természet, a fizikai világ tudományos megismerésének törekvései. Habár manapság is vannak sokoldalú ismeretekkel rendelkező kutatók, a hagyományos értelemben vett polihisztorok hozzávetőleg a XX. század elején eltünedeztek, mert a század második felére a tudományok - főként pont a polihisztorok munkájának köszönhetően -, olyannyira szerteágazó, összetett ismeretanyaggá bővültek, hogy az új eredmények eléréséhez muszáj volt résztudományokat alkotni és egyre inkább specializált kutatásokat folytatni.

## Ismertebb polihisztorok
Néhány a legismertebb polihisztorok közül:

### Ókor
- Imhotep (Kr. e. 27. század)
- Hemiunu (Kr. e. 26. század)
- Kar (Kr. e. 2350–Kr. e. 2180 között)
- Pentu (Kr. e. 14. század)
- Uddzsahorreszne(wd) (Kr. e. 6. század)
- Szókratész (Kr. e. 469–Kr. e. 399)
- Platón (Kr. e. 427–Kr. e. 347)
- Arisztotelész (Kr. e. 384–Kr. e. 322)
- Kallimakhosz (Kr. e. 310–Kr. e. 235)
- Eratoszthenész Pentatlosz (Kr. e. 276–Kr. e. 194)
- Rodoszi Poszeidóniosz (Kr. e. 135–Kr. e. 51)
- Marcus Terentius Varro (Kr. e. 116–Kr. e. 27)
- Lucius Annaeus Seneca (Kr. e. 4–65)
- Caius Plinius Secundus (23–79)
- Szent Jeromos (347–420)  [forrás?]
- Alexandriai Hüpatia (355–415)

### Középkor
- Boethius (480–524)
- Cassiodorus (487–583)
- Tours-i Szent Gergely (538–594)
- Sevillai Szent Izidor (556–636)
- Beda Venerabilis (672–735)
- Dzsábir ibn Hajján (Geber) (721–815)
- Hrabanus Maurus (776–856)
- Muhammad ibn Músza l-Hvárizmi (Algorithmi) (780–850)
- al-Kindi (Alkindus) (801–873)
- al-Ibádi (Johannitius) (808–873)
- I. Phótiosz konstantinápolyi pátriárka (820–893)
- at-Tabari (839–923)
- al-Fárábi (Alpharabius) (872–951)
- ibn al-Hajszam (Alhazen) (965–1040)
- al-Bírúni (973–1048)
- ibn Szína (Avicenna) (980–1037)
- Hermannus Contractus (1013–1054)
- al-Gazáli (Algazel) (1058–1111)
- ibn Rusd (Averroës) (1126–1198)
- Mose ben Maimon (Maimonidész) (1137–1204)
- Fakhr al-Din al-Razí(wd) (1150–1210)
- Robert Grosseteste (1175–1253)
- Vincent de Beauvais (1190–1264)
- Albertus Magnus (1193–1280) [1]
- Roger Bacon (1214–1292)
- Maximosz Planudész (1260–1310)
- Leon Battista Alberti (1404–1472)
- II. Piusz pápa (1405–1464)
- al-Szujúti (1441–1505)
- Leonardo da Vinci (1452–1519)
- Angelo Ambrogini Poliziano (1454–1494)

### Újkor
- Michelangelo Buonarroti (1475–1564)
- Paracelsus (1493–1541) [2]
- Johann Heinrich Alsted (1588–1638)
- Athanasius Kircher (1602–1680)
- Hermann Conring (1606–1681)
- Robert Hooke (1635–1703)
- Gottfried Wilhelm Leibniz (1646–1716)
- Wilhelm Ernst Tentzel (1659–1707)
- Benjamin Franklin (1706–1790)
- Albrecht von Haller (1708–1777)
- Mihail Vasziljevics Lomonoszov (1711–1765)
- Motoori Norinaga (1730–1801)
- August Ludwig Schlözer(wd) (1735–1809)
- Johann Wolfgang von Goethe (1759–1832)
- Gheorghe Asachi (1788–1869)
- Karl Marx (1818–1883)
- Francis Galton (1822–1911)
- Friedrich Nietzsche (1844–1900)

### Modern kor
- Rudolf Steiner (1861–1925)
- Albert Schweitzer (1875–1965)
- Arthur Koestler (1905–1983)

### Magyarok
- Bél Mátyás (1684–1749)
- Mikoviny Sámuel (1698–1750)
- Segner János András (1704–1777)
- Bolyai Farkas (1775–1856)
- Széchenyi István (1791–1860)
- Frühauf József (1796–1845)
- Brassai Sámuel (1800–1897)
- Arányi Lajos György (1812–1887)
- Herman Ottó (1835–1914)
- Farkas Imre (1837–1920)
- Mahler Ede (1857–1945)
- Hajós Alfréd (1878–1955)
- Lorsy Ernő (1889–1960)
- Kós Károly (1883–1977)
- Neumann János (1903–1957)
- Benedek István (1915–1996)
- Vekerdi László (1924–2009)
- Lukács Béla (1947–)